# Петрос Кирязис
Петрос Кирязис (на гръцки: Πέτρος Κυριαζής) е гръцки поет и просветен деец от Македония с влашки произход.

## Биография
Роден е в 1878 година в битолското влашко село Търново, тогава в Османската империя. Завършва Битолската гръцка гимназия. Работи като учител в Битоля и пише поезия. Малко преди Балканската война в 1910 година се мести в Хрупища, където остава до края на живота си. Творчеството му е публикувано в стихосбирки, издадени в Битоля и Солун. Пише в битолския вестник „Фос“.

## Творчество
- Μούσα της Νεότητος, 1910 (Муза на младежта),
- Παιάνες, 1913 (Пеан),
- Οι Βόγγοι του Μοναστηρίου, 1923 (Битолски стон),
- Κρύσταλλα, 1991 (Кристал)[2]